# Dynasty General
Dynasty General (1998) ist ein rundenbasiertes Strategiespiel von Strategic Simulations. Es basiert auf der Idee, dass die aufstrebende Volksrepublik China Anfang des 21. Jahrhunderts einen Konflikt heraufbeschwört.
Im Verlauf der Kampagne bildet sich ein Konflikt zwischen den Vereinten Nationen unter Führung der USA sowie Europas und Russlands auf der einen und China und Nordkorea auf der anderen Seite heraus, wobei China im Jahr 2005 seine Nachbarn angreift und weite Teile Südostasiens und der ehemaligen Sowjetunion besetzt, woraus sich ein Krieg gegen den Rest der Welt entwickelt.
Das Spiel ist Teil der Panzer-General-Reihe und stellt hier den Vertreter eines gegenwärtigen bzw. zukünftigen Konflikts. Das Spiel wurde außerhalb Deutschlands unter dem Namen People's General veröffentlicht.

## Spielprinzip
Das Spiel simuliert einen militärischen Konflikt auf Bataillons- bzw. Regimentsebene. Der Spieler steuert rundenweise auf einer in Hexfelder unterteilten Karte die verschiedenen Spielfiguren. Das Ziel des Spiels ist es, in einer vorgegebenen Anzahl Runden bestimmte, besonders markierte Hexfelder in Besitz zu nehmen oder alle gegnerischen Einheiten zu vernichten.
Jede Spielfigur steht (ungefähr) für ein Bataillon eines bestimmten Einheitentyps, also z. B. ein mit Abrams-Panzern ausgerüstetes Panzerbataillon. Die Einheiten können sich in einer Runde eine bestimmte Anzahl Hexfelder weit bewegen und/oder eine gegnerische Einheit angreifen. Die Bewegungsreichweite wird dabei von der Art des Terrains, über das sich die Einheit bewegt, und den Charakteristika der Einheit beeinflusst. Jede Einheit hat eine bestimmte Anzahl von Stärkepunkten, üblicherweise zwischen 10 und 15. Wenn zwei Einheiten gegeneinander kämpfen, so wird beiden eine Anzahl Stärkepunkte (eine Einheit kann auch ohne eigene Verluste aus einem Kampf hervorgehen) abgezogen. Hat eine Einheit null Stärkepunkte, scheidet sie aus dem Spiel aus. Wie ein Kampf ausgeht, hängt dabei unter anderem davon ab, welche Einheiten gegeneinander kämpfen, in welchen Terrain sie dies tun, ob die verteidigende Einheit Zeit hatte, sich einzugraben und wie viel Erfahrung die beiden Einheiten haben.

## Szenario
Der Begriff „Szenario“ bezeichnet in Dynasty General den Kampf auf einer Karte. Dabei kann man sowohl gegen den Computer spielen, als auch per Hot-Seat-Modus, per PBEM oder über das Internet gegen menschliche Gegner (Multiplayer). Die Einheiten der Spieler sind teilweise vorgegeben, teilweise erhält der Spieler aber auch eine Anzahl „Prestige“, der Währung im Spiel, und kann dafür neue Einheiten kaufen oder alte aufrüsten.

## Kampagne
In einer Kampagne werden mehrere Szenarien zu einem großangelegten Feldzug zusammengefasst. Die Spielfiguren des Spielers unterteilen sich dabei in Kern- und Hilfseinheiten. Die Kerneinheiten werden von einem Szenario zum nächsten mitgenommen.

## Modifikationen
„People's General 3.0“ ist eine inoffizielle, von Fans erstellte Modifikation für Dynasty General. Sie umfasst 40 neue Features, Verbesserung und Korrekturen, u. a.:
1. 31 statt bisher 20 Länder.
2. Szenariospezifische Koalitionen
3. Erweiterter Kauf von erfahrenen Einheiten

„Red Danger Asia“ und „Red Danger Europe“ dagegen sind zwei weitere Modifikationen, die neue Kampagnen und neue Einheitentypen umfassen, und vor dem Hintergrund von Konflikten in Europa und Asien nach dem Kalten Krieg spielen.
„PeG-WW2“ ist eine Adaptation von Dynasty General für den Zweiten Weltkrieg, die Einheiten, Kampagnen und Szenarien benutzt, die ursprünglich für Panzer General II entwickelt wurden.
Weitere Modifikationen wie „PeG-WW1“ oder „PeG-Napoleonic“ verlegen das Spiel in die Zeit des Ersten Weltkriegs bzw. der napoleonischen Kriege. Diese Modifikationen sind aber noch nicht besonders weit entwickelt.